# Dornstetter Waldgeding
Das Dornstetter Waldgeding war eine vom Mittelalter bis ins 19. Jahrhundert bestehende Genossenschaft im Schwarzwald zur Nutzung des Waldes. Die zu ihr gehörenden Orte lagen im Quellgebiet der Glatt.

## Gebiet
Zum Gebiet des Dornstetter Waldgedings zählten zwei unterschiedliche Bereiche: Einige Ortschaften unterstanden dem Waldgeding direkt (Aach, Benzingerhof, Dietersweiler, Grüntal, Hallwangen, Untermusbach und Wittlensweiler). Rechtsstreitigkeiten in diesem Bereich wurden einmal jährlich auf einer Gerichtsversammlung in Aach geklärt.
Andere Ortschaften gehörten indirekt zum Waldgeding (Gebiete und Markungen von Dornstetten, dem oberen Murgtal mit Baiersbronn, dem Kloster Kniebis sowie Glatten, Schopfloch, Tumlingen und Hörschweiler). Diese Orte teilten mit den Waldgeding-Orten viele, wenn auch nicht alle Waldgeding- und Waldnutzungsrechte. Dörfliche Siedlungen waren mit Holzzäunen sowie Hecken eingegrenzt und damit das Dorfgebiet zugleich juristisch abgegrenzt; Rechtsstreitigkeiten innerhalb diese so genannten Etters wurden vor eigenen Gerichten behandelt, Regelverstöße außerhalb des Etters wiederum in Aach. Wahrscheinlich entstanden diese eigenen Gerichte nach dem Niedergang der Pfalzgrafen von Tübingen, die im Hochmittelalter die zentrale Macht im Gebiet der Weitreiche des Waldgedings gewesen waren.

## Geschichte
Die erste urkundliche Nachricht über das damals vermutlich schon lange bestehende Dornstetter Waldgeding stammt etwa aus dem Jahre 1428, wo seine Rechte in einem sogenannten „Weistum“ niedergeschrieben wurden. In der Mitte des 16. Jh. wurden recht allgemein seine Rechte auch in einer Beschreibung der württembergischen Forste genannt. Wieder ein Jahrhundert später erfuhr die Gerichtsverfassung eine zeitgemäße Abänderung. Als 1834 der Staat den einzelnen berechtigten Gemeinden große Waldbereiche als Eigentum überließ, fand das Waldgeding sein vertragsmäßiges Ende.
Der Waldbezirk des Waldgedings hat womöglich seinen Ursprung in einem karolingischen Königsforst, der im Gefolge der endgültigen Besetzung Alemanniens durch die Franken nach dem Cannstatter Blutsonntag 746 eingerichtet wurde. Andererseits finden sich für die Ausdehnung des Waldgedings Grenzbeschreibungen, die wohl eher im Hochmittelalter entstanden waren, also nicht im Frühmittelalter der Karolingerzeit.

## Nutzungsrechte und Pflichten
Die Nutzungsrechte des Waldgedings waren nicht gering. Jeder Angehörige hatte das Recht, seinen Bedarf an Bau- und Brennholz im Wald zu holen. Im Weistum von 1428 war das noch abgabenfrei möglich, später dann gegen Entrichtung einer kleinen Gebühr. Eine als Waldhaber bezeichnet Abgabe (damit war das Getreide Hafer gemeint) wurde jährlich fällig, sobald jemand ein Haus in den Waldgeding-Orten errichtete. Mit der Waldhaber-Abgabe durfte der Gebende dann alle Nutzungsrechte des Waldgedings in Anspruch nehmen. Jedermann hatte das Recht der Jagd auf „schädliche“ Tiere, wie Fuchs, Wolf, Bär, Wildschwein und alle Vögel. Sogar Hasen durfte jeder „für sich und die Seinen“ ungestraft jagen. Nur für die Pirsch auf das Rotwild wie Hirsch und Reh war eine besondere Erlaubnis nötig. Als Wassernutzung war nicht nur die Bewässerung der Wiesengründe erlaubt, sondern jeder Angehörige des Waldgedings durfte in den Bächen Fische nach Belieben fangen. Weide und Heide war für alle freigegeben. So viel wie man Vieh über den Winter zu bringen vermochte, durfte auch im Sommer auf die Weide getrieben werden. Heide und Wildheu zu mähen war ebenfalls erlaubt „bis an die Kirchhofmauer zu Igelsberg“, wo die Grenze des Waldgedings gewesen sein dürfte.
Die Pflichten der Waldgedingsberechtigten ihrer Herrschaft gegenüber waren nicht anders. Nur unter sich waren die einzelnen Ortschaften zur gegenseitigen Hilfe verpflichtet. Auch mit Waffen mussten sie einspringen, wenn feindliche Überfälle drohten.

## Rechtsprechung
Als Gerichtsstätte der Waldgedingsorte diente ein „unbedeckter Hof“ in Aach, der nur bei Regenwetter mit einem „bedeckten Raum“ vertauscht wurde. Vermutlich gehörte dieser Hof zum Gasthaus zur Sonne in Aach, dem heutigen Gasthof Waldgericht, wo heute noch das Zeichen einer Freistätte für Verbrecher zu sehen ist.
Das Gericht bestand aus zwölf Richtern, die aus den Waldgedingsorten stammten. Den Vorsitz hatte ein Amtmann aus Dornstetten, der vom  jeweiligen Herr über Dornstetten eingesetzt wurde.
Gerichtstage waren der Maientag (1. Mai) und der Gallustag (16. Oktober). An diesen Tagen wanderten alle dorthin, die eine entsprechende Rechtssache vorzubringen hatten. Es wurde beraten über „Erb und Eigen“, über Vergehen, die sich unter anderem auf „Wild, Wasser und Weide“ bezogen. Das Gericht hatte die Befugnis, fast jede Art von Strafe zu verhängen. Die Todesstrafe wurde jedoch nur vom Dornstetter Gericht ausgesprochen, wenngleich wiederum der Vollzug der Strafe von Waldgedings-Bewohnern durchgeführt werden konnte.
Neben den Rechtsfällen aus den Waldgedingsorten entschied das Gericht auch über Verstöße gegen die Waldnutzungsrechte in der schon erwähnten Weitreiche, die dem Gericht durch die so genannten Rüge bekannt gemacht worden waren. Reichte ein einziger Tag für die vorgebrachten Fälle nicht aus, so wurde die Gerichtssitzung etwas später in Dornstetten, möglichst auch unter freiem Himmel, fortgesetzt.